# 원주김씨 효열문
원주김씨 효열문은 대한민국 충청북도 영동군 학산면에 있다. 1997년 7월 4일 영동군의 향토유적 제44호로 지정되었다.

## 개요
이영근의 처 원주김씨의 효열을 기리기 위해 1891년 건립한 정문이다.